# 大寮機廠
大寮機廠，代號CD1，位於台灣高雄市大寮區，與大寮站共構，為高雄捷運橘線的機廠，為高雄捷運唯一的五級修護廠，也是高雄捷運公司規模最大與最高級的修護廠，地址是高雄市大寮區捷西路300號。是高雄捷運橘線的唯一機廠。

## 機廠概要
大寮機廠為高雄捷運最大的機廠，位在高雄市大寮區，鳳屏路以南、鳳林路以東、前庄路以西、萬丹路以北之區域，周圍聚落為大寮區之前庄里及中興里。大寮機廠亦為高雄捷運唯一的五級機廠，除了擁有一般機廠的功能外，還具有其他現有機廠（南機廠、北機廠）所沒有的大規模維修功能。
為了增加營收，高雄捷運與業者在2011年底開始，合作在大寮機廠設置499.1KW規格的太陽能發電系統，預估1年發電量超過60萬度，可減少380公噸二氧化碳排放量。

## 機廠位置與結構
- 地理位置：位於高雄市大寮區捷西路，中正路地下道穿越此機廠。
- 廠房規模：五級修護廠。
- 功能：具車輛駐車、維修、大修及車輛清洗（含底盤）的功能，並配置訓練中心、訓練軌道及測試軌道、物料倉庫及支援供電、號誌、通訊、自動收費、軌道等子系統之維修工作。
- 面積：55公頃，其中34公頃為維修機廠，其餘可供開發使用之商業服務區面積約為16.7 公頃[3]。
- 廠房分區：主維修工廠主要規劃有檢修區、頂昇區、轉向架維修區、大修區、零組件大修工廠及地下車輪鏇修區等維修區。